# Karezza

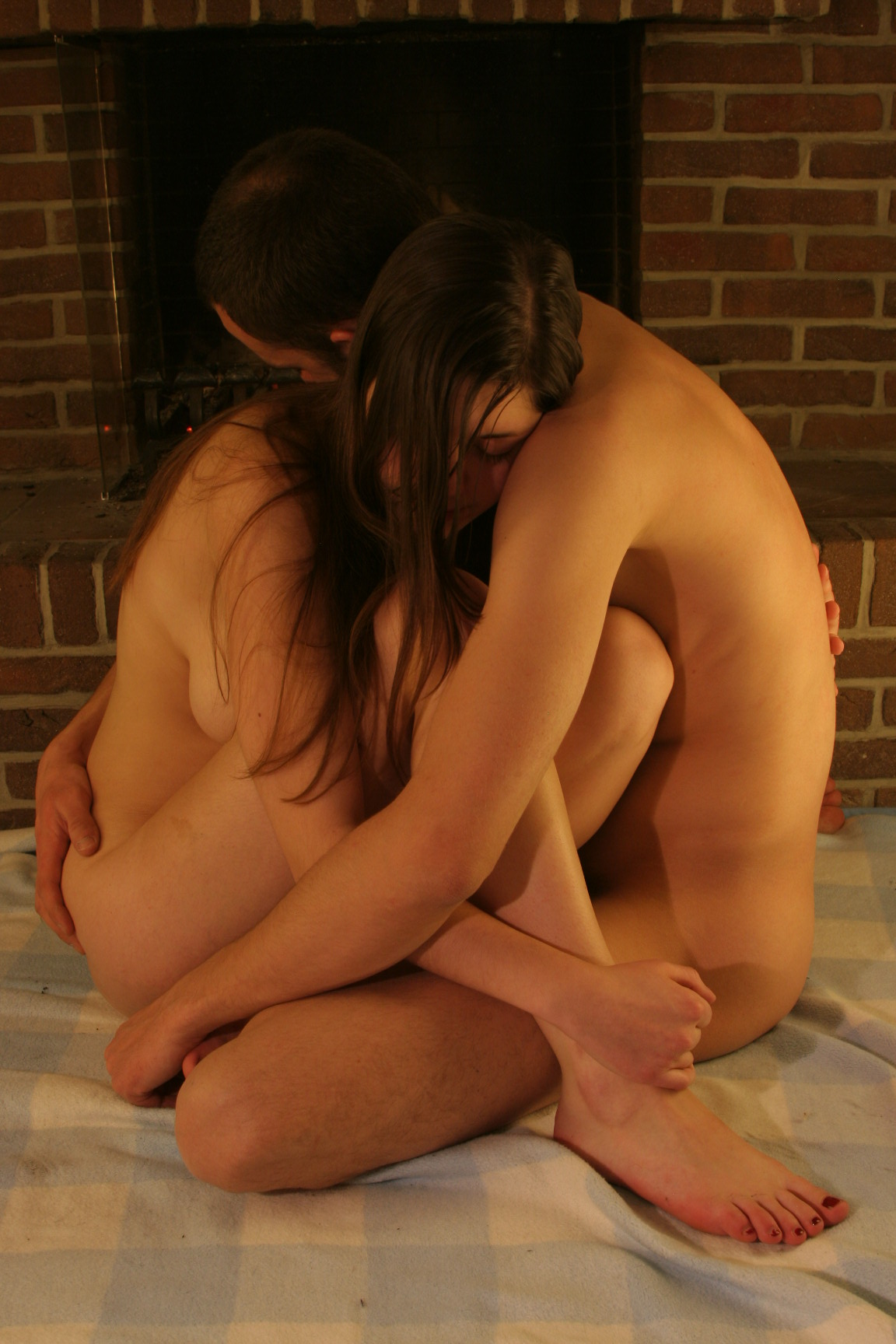
Karezza bedeutet im Wortsinn „Liebkosung, Streicheln“ und soll durch Entkopplung von Ejakulation und Orgasmus tiefere Befriedigung herbeiführen.

Karezza (italienisch carezza  „streicheln“ „liebkosen“) oder auch Coitus Reservatus beschreibt eine Sexualpraktik, bei der der Mann bewusst und willentlich auf den Samenerguss verzichtet. Ursprünglich nur auf den eigentlichen Geschlechtsverkehr bezogen, wird der Begriff heute weiter gefasst und bezeichnet alle Formen der sexuellen Interaktion, bei denen der Mann die Ejakulation vermeidet oder diese nicht bewusst anstrebt. Er wurde im Wesentlichen von der Gynäkologin Alice Bunker Stockham publiziert.
Der Schriftsteller Aldous Huxley beschrieb Karezza als ein „inniges Ineinandersein, auch zärtliche Bewegungen, die jedoch nicht zum Orgasmus führen sollten.“ Obwohl der herkömmliche Orgasmus als Höhepunkt des Geschlechtsverkehrs ausgelassen wird, stellt sich durch die Entkoppelung von der Ejakulation ein anhaltender „orgastischer“ Zustand ein. Durch Karezza kann ein sehr intensives Lustempfinden und auch ein sehr intensives Zusammengehörigkeitsgefühl der Sexualpartner hervorgerufen werden, möglicherweise vermittelt durch die verstärkte Ausschüttung von Oxytocin. Wie im Tantra soll eine Spiritualisierung der Sexualität vollzogen werden.

## Bezeichnung
Karezza leitet sich vom italienischen carezza für „Liebkosung, Streicheln“ ab. Alan Watts verweist auf die persischen Ursprünge des Wortes. Der lateinische Ausdruck coitus reservatus bedeutet auf Deutsch „zurückgehaltener Geschlechtsverkehr“.

## Prinzip und Technik
Der Orgasmus sollte nicht Ziel des Geschlechtsaktes sein und seinen Endpunkt darstellen, sondern in diesem aufgehen: der gesamte Geschlechtsakt kann somit „orgasmischen“ Charakter annehmen. Beide Sexualpartner müssen dazu ihre Fixierung auf den Orgasmus lösen. Sex soll im Karezza nicht auf einen abgegrenzten, konsumatorischen Akt begrenzt sein, der im Orgasmus seinen Abschluss findet. Viel mehr soll er das ganze Wesen des Menschen und seiner Partnerschaft erfüllen und „energetisieren“. Bazon Brock, Professor für Ästhetik und Kulturvermittlung, bezieht Karezza auf das Prinzip der Sublimierung, wobei die Lust kultiviert wird, „ohne dass sie durch Triebabfuhr vernichtet wird.“
Das Grundprinzip besteht darin, das Ausmaß der Stimulation so zu regulieren, dass der Mann die Kontrolle über seinen Orgasmus behält. Es wird ein Erregungszustand in der Plateauphase gehalten. Zwar wird der Penis in die Vagina der Frau eingeführt, dort über längere Zeit aber nicht oder nur sehr mäßig bewegt. Wenn der Mann merkt, dass er in die Orgasmusphase übergeht, kann er durch Anspannen des PC-Muskels in Verbindung mit ruhiger Bauchatmung eine Ejakulation samt „konventionellem“, eruptivem Orgasmus verhindern. Der Orgasmus wird stattdessen als sich langsam aufbauendes, den ganzen Körper wellenartig durchdringendes, warmes Gefühl erlebt. Der gesamte Geschlechtsakt wird ab einem bestimmten Punkt orgasmisch, der Orgasmus bildet nicht den Höhepunkt und Abschluss des Akts, sondern geht in ihm auf. Laut dem Sexualwissenschaftler Max Marcuse sei Karezza eine „Liebeskunstfertigkeit“, durch welche „dazu bereite und -befähigte Individuen … zu ungewöhnlichen Glücksgenüssen gelangen“ könnten.
Karezza ist abzugrenzen vom Coitus interruptus, bei welchem eine Ejakulation, allerdings nach Beendigung des Geschlechtsverkehrs, außerhalb der Vagina erfolgt. Letzterer wird vorwiegend als Verhütungsmethode eingesetzt, ist jedoch ebenso wie Karezza für diesen Zweck ungeeignet. Zu unterscheiden ist auch das sogenannte Tease and Denial, bei dem die Verweigerung des Orgasmus meist Ausdruck spielerischer Dominanz und Unterordnung ist.

## Geschichte

### Indische und chinesische Ursprünge

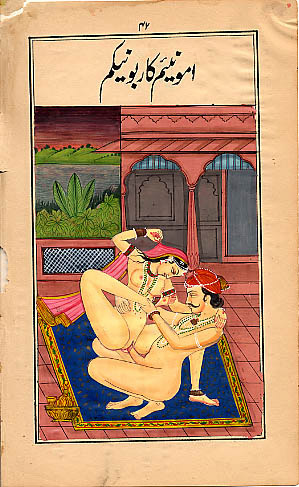
Die Ursprünge von Karezza liegen in tantrischen und daoistischen Sexualpraktiken

Ähnliche Vorstellungen über eine Aufwertung und Transzendierung der Sexualität durch Ejakulationsverzicht finden sich im buddhistischen Tantra sowie im Sahaja Yoga. In der chinesischen taoistischen Philosophie wird der Samenerguss als Kraftverlust gesehen. Verschiedene daoistische Sexualpraktiken zeigen Methoden zu dessen Vermeidung. Durch den Verzicht auf diesen kann der Liebesakt beliebig lange andauern und für beide Partner erfüllender werden.

### Karezza im 19. und 20. Jahrhundert
Der Frühsozialist und Pionier der freien Liebe, John Humphrey Noyes, war ein früher Befürworter des Geschlechtsverkehrs ohne Ejakulation. Das von ihm als Coitus Reservatus bezeichnete Verfahren sollte der Kultivierung der sexuellen Energie des Menschen dienen und wurde innerhalb der von ihm gegründeten Oneida-Bewegung praktiziert. Der Verlust von Samen wurde mit dem Verlust sexueller Energie gleichgesetzt, eine Vorstellung, die dem Daoismus entlehnt ist. Die Methode wird in seinem 1872 erschienenen Buch Male Continence beschrieben.
Der Begriff Karezza wurde von der amerikanischen Ärztin Alice Bunker Stockham geprägt, die 1896 ein Büchlein mit dem Titel Karezza. Ethics of Marriage. veröffentlichte. Bereits ein Jahr später erschien Stockhams Schrift in einer deutschen Übersetzung unter dem Titel Die Reform-Ehe. Ein Mittel zur Erhöhung der Daseinsfreude und zur Veredelung des Menschengeschlechts. Sie sah Karezza als Weg der geistigen Vereinigung zweier Menschen: während herkömmlicher Geschlechtsverkehr mit Ejakulation der biologischen Fortpflanzung dient (und nach Stockham diesem Zweck vorbehalten sein sollte), dient Karezza der „geistig-spirituellen Fortpflanzung“. Laut Stockham sollte Karezza eine Technik zu einer weiterreichenden „sozio-sexuellen Revolution“ darstellen, durch das mit Karezza einhergehende Gefühl der tiefen zwischenmenschlichen Vereinigung sollte, bei regelmäßigem Praktizieren, das Verhältnis zwischen den Geschlechtern reformiert werden.
Eine weitere Übersetzung des Buches von Werner Zimmermann, einer führenden Persönlichkeit der Lebensreform-Bewegung erschien 1924 unter dem Titel Ethik der Ehe. Karezza. Bereits 1929 erschien eine weitere Übersetzung eines Karezza-Ratgebers von Zimmermann: Karezza Praxis. Liebe als Austausch magnetischer Kräfte, die Kunst ehelicher Liebe, der liebende Mensch als Künstler der Berührung von J. William Lloyd. Die Schrift wurde in zahlreichen Auflagen bis in die 1960er oder 1970er Jahre aufgelegt.
Auch innerhalb der Anthroposophie wurde Karezza thematisiert, Karezza fand Anhänger im Umfeld des Esoterikers und Philosophen Rudolf Steiner.
Ein prominenter Verfechter der Praktik wurde der amerikanische Schriftsteller und Anarchist John William Lloyd. Er veröffentlichte 1931 unter dem Titel The Karezza Method, or Magnetation: The Art of Connubial Love ein Buch über Karezza. Er sieht darin einen vollkommeneren Weg im Umgang mit der menschlichen Sexualität. Die seelische Vereinigung der Partner beim Geschlechtsakt tritt damit in den Vordergrund gegenüber der Befriedigung körperlichen Verlangens.

„In successful Karezza the sex-organs become quiet, satisfied, demagnetized, as perfectly as by the orgasm, while the rest of the body of each partner glows with a wonderful vigor and conscious joy - tending to irradiate the whole being with romantic love; and always with an after-feeling of health, purity and well-being.“

„Bei erfolgreich durchgeführtem Karezza werden die Genitalien so ruhig, zufrieden und entspannt wie während eines Orgasmus, während der Rest des Körpers vor Vitalität und bewusster Wonne glüht, das ganze Wesen mit Liebe erfüllend. Dem Akt folgt ein Gefühl von Gesundheit, Reinheit und Wohlbefinden.“

### Gegenwart
Über Karezza wurde in den 2010er Jahren öfter berichtet. Als Alternative zu einer verstärkten sexuellen Leistungs- und Konsumbezogenheit soll Karezza, vergleichbar zur Slow-Food-Bewegung, eine tiefere und sinnlichere Erfahrung herbeiführen. Von Praktizierenden werden eine tiefere emotionale Verbundenheit mit dem Partner, lustvollerer Geschlechtsverkehr und holistische Orgasmuserfahrungen berichtet.

„Karezza turned out to be an enjoyable way to tiptoe around biology's agenda“

„Karezza ist ein genussvoller Weg, um die biologische Tagesordnung zu umgehen.“

Karezza findet auch Anwendung im Rahmen der Paartherapie bei nachlassendem gegenseitigen sexuellen Verlangen.